# النموذج التركي
يشير «النموذج التركي» إلى النظام السياسي والاجتماعي لجمهورية تركيا «كمثال لدولة إسلامية حديثة ومعتدلة وتعمل بفعالية». يُنظر إلى تركيا على أنها تجمع بين الدولة العلمانية والدستوريه، مع حكومة يديرها حزب سياسي أو أحزاب سياسية (حزب العدالة والتنمية، حزب العدالة والتنمية) «متجذور في الإسلام السياسي». يحكم حزب العدالة والتنمية بقيادة رجب طيب أردوغان تركيا بأغلبية كبيرة في البرلمان منذ عام 2002. خلال هذه الفترة، كانت لتركيا علاقات جيدة مع الغرب، ولكن أيضًا علاقات ودية مع جمهورية إيران الإسلامية وتتبع سياسة أكثر تأييدًا للفلسطينيين. استطاعت خوض انتخابات «حرة ونزيهة إلى حد كبير»، واتبعت ثقافة نابضة بالحياة،  وشهدت طفرة اقتصادية، وتطوير«لطبقة متوسطة كبيرة ومتنامية». ومع ذلك، واعتبارا من صيف 2013 وسحق احتجاجات منتزه غيزي، شكك بعض المعلقين من أن هذا النموذج قد أصبح «فاشلاً».

## نظرة عامة
نشأ المصطلح مع تحركات الربيع العربي وبخاصة في الدول العربية - تونس ومصر وليبيا - التي أطاحت بالدكتاتوريين في عام 2011 وبدأت في بناء أنظمة سياسية واقتصادية جديدة. خلال زيارته لمصر في سبتمبر 2011، استقبل أردوغان، رئيس وزراء تركيا السني «المتدين بعمق»، «احشود مؤيدة وعاشقة له»،  واستطاعت تركيا من الاستحصال على نظرات إيجابية عالية تجاهها من قبل العديد من الدول العربية. كما جاء الثناء من الرئيس المصري السابق بالإنابة محمد حسين طنطاوي، الذي قال للصحفيين بعد لقائه مع الرئيس التركي عبد الله جول، «أن التجربة التركية هي أقرب تجربة للشعب المصري. تركيا هي النموذج الذي تلهمه.» 
حدد أحد المراقبين (سنان أولغن) «خمس خصائص رئيسية» للنموذج:
1. التكيف مع العلمانية والديمقراطية والإسلام السياسي
2. دور مستقرر للجيش.
3. التحرر الاقتصادي الناجح والتكامل التجاري؛
4. العضوية في المنظمات الغربية متعددة الأطراف مثل حلف الناتو ومجلس أوروبا والمحكمة الأوروبية لحقوق الإنسان؛
5. والثقة الشعبية في مؤسسات الدولة.[7]

اشتكى بعض النتقدين من السياسات الحكومية في معاملتها للأقلية العلوية والجماعات الكردية، وبعض الصحفيين المسجونين. فمنذ مارس 2013، تم سجن «عدد متزايد من المحامين والسياسيين والصحفيين الأتراك»، فيما وصفه الصحفي دكستر فيلكينز بـ«حملة قاسية على نحو متزايد لسحق المعارضة الداخلية». من بين المسجونين أستاذ القانون الدستوريراجب زاراكولو، والصحافي التحقيقيأحمد شيك الحائز على جوائز عديدة، ونديم سينير الناشط البارز في حرية التعبير.

### التميز المزعوم
لاحظ آخرون أن تاريخ تركيا المتميز قد يعني أن للنموذج تطبيقات محدودة في مصر أو في الدول الأخرى. وفقًا لـ شبنيم كوموشقجو، يعتمد نجاح النموذج على قبول الإسلاميين لـ «إطار حكم علماني ديمقراطي للدولة التركية»، وليس لتطوير إسلامي «للهياكل المؤسساتية والسياسية التي تستوعب وتدمج المبادئ الإسلامية مع الديمقراطية»؛ بعبارة أخرى، إن الاستقرار والديمقراطية الحاليين ليسا إلا نتيجة لقبول الإسلاميين الالتزام بالأطر العلمانية الديمقراطية بدلاً من الإسلامية. تجد مجلة «الإيكونوميست» أيضًا «العديد من الأسباب لتوخي الحذر بشأن توقع أن يتبع العرب الأتراك»، مثل التطور الطويل للإسلاموية الديمقراطية، والقوة النسبية للعلمانية ومكانتها، والتسامح مع السياسات الانتخابية للحكام العسكريين. يشكو الصحفي ألب ألتينورز من أنه خلال عصر أردوغان في الفترة بين عامي 2002 و2012، كان النمو «يقترن بفائدة اجتماعية ضئيلة». كانت القوة الرئيسية للنمو الاقتصادي تتمثل في رأس المال الأجنبي، لكن «الإمبرياليين» قد «نهبوا البلاد بفعالية» إذ يقومون بنقل ما يعادل 120 مليار دولار إلى دول أجنبية. كما يدعي أن البطالة ظلت مرتفع، وتدهورت حقوق العمال، وتفاقمت عدم المساواة، و «القمع القاسي» للصحفيين، والنقابات، ووجود «10,000 سجين سياسي كردي» في السجون التركية.
لا يتفق جيهان توال مع الزعم التقليدي بأن تركيا تمثل نموذجًا للدول الإسلامية الأخرى بشكلها الفريد من الليبرالية الإسلامية، ويدحض أي إشارة إلى أن ما حدث من خطأ في تركيا يقتصر على حزب العدالة والتنمية أو بشكل مباشر على غطرسة أردوغان وميله الاستبدادي. من ناحية أخرى، انتُقد منهجه بسبب إساءة قراءة احتجاجات منتزه جيزي.

### تدهور ممكن
في الفترة من مايو إلى يونيو 2013، كانت هناك احتجاجات جماهيرية واسعة النطاق، بما في ذلك عدد كبير من الطلاب، ضد حكومة أردوغان. على الرغم من أن أردوغان وصف المتظاهرين بأنهم "مجرد عدد قليل من المخربين"،  يقدر أن 3.5 مليون من سكان تركيا البالغ عددهم 80 مليون شاركوا في حوالي 5000 مظاهرة. قُتل خمسة أشخاص وجُرح أكثر من 8000 بسبب خراطيم المياه والغاز المسيل للدموع. وقد وصف هذا الحدث (من قبل الصحفي كريستوفر دي بيليغوي) كجزء من تحرك أردوغان بإتجاه بعيد عن تركيا أكثر تسامحًا وتنوعًا وديمقراطية، نحو تركية "سلطوية انتقامية" تقوض سمعتها كديموقراطية تبحث عن المسار في العالم الإسلامي ".
في مايو 2016، أعرب الكاتب مصطفى أكيول عن أسفه من أن «خطاب الانفتاح الليبرالي» في تركيا «قد أفسح المجال أمام الاستبداد، وأن عملية السلام مع القوميين الأكراد قد انهارت، وأن حريات الصحافة تتناقص والهجمات الإرهابية آخذة في الازدياد.» ينسب أنصار أردوغان التغيير إلى المؤامرات من قبل الغربيين بمساعدة «عملائهم» الغادرون في تركيا لتقويض تركيا القوية والمستقلة حديثًا، بينما يلقي أكول باللوم عليها على فساد السلطة - إذ يتم إغراء أعضاء حزب العدالة والتنمية «بالثروة والمكانة والمجد» كونه موجود في السلطة.